# Eve Ensler
Eve Ensler, född 25 maj 1953 i New York, är en amerikansk dramatiker och feministisk aktivist. Hon är framförallt känd som upphovsman till The Vagina Monologues, en samling monologer med kvinnlig sexualitet som gemensamt tema.
Hon föddes i New York men växte upp i Scarsdale i Westchester County strax norr om New York.

## Politiska ställningstaganden
I Riksdagsvalet 2006 i Sverige kampanjade hon för partiet Feministiskt initiativ.